# Salumi

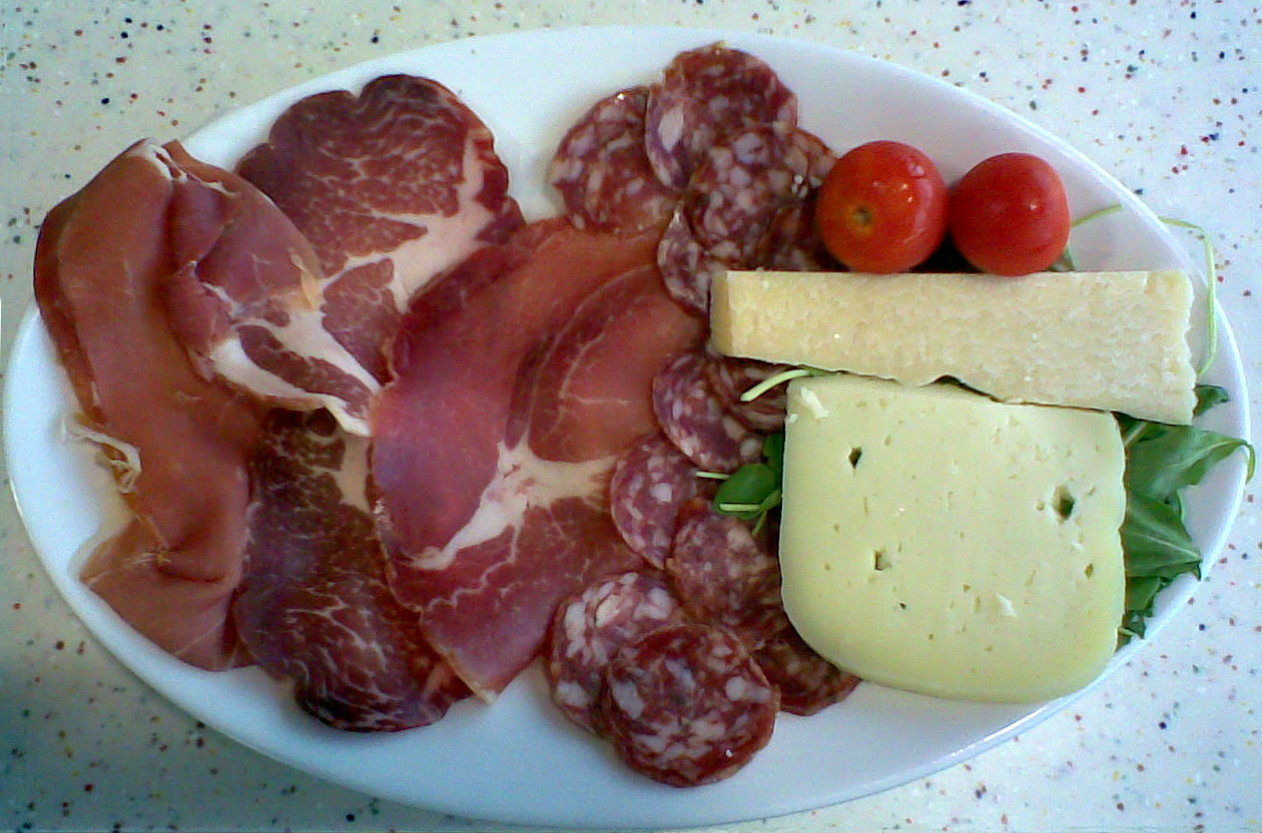
Diversos tipos de salumi italianos servidos con queso

Salumi (en singular salume) es un término del idioma italiano que se usa para definir alimentos elaborados generalmente a base de carne de cerdo cruda o cocinada, casi siempre curados en sal, a veces hierbas, especias y grasa animal, así como otros ingredientes. En ocasiones, los productos son sometidos a un proceso de ahumado. El término se utiliza para identificar alimentos tales como embutidos, fiambres y jamones típicos italianos. También se le conoce como insaccato, pero en referencia a diversas clases de salchichas italianas. No debe confundirse salumi con salami, que es un tipo específico de salumi. En todo caso, es un tipo de charcutería propio de Italia.

## Ejemplos de salumi
- Bresaola
- Capicola (coppa)
- Cotechino
- Guanciale
- Lardo
- Mortadella
- Pancetta
- Culatello
- Salami
  - pepperoni
  - sopressata
- Speck
- Prosciutto cotto
- Prosciutto crudo